# Kanton Chalon-sur-Saône-2
Chalon-sur-Saône-2 is een kanton van het Franse departement Saône-et-Loire. Het kanton maakt deel uit van het arrondissement  Chalon-sur-Saône.  

Het telt 20.872 inwoners in 2018.

Het kanton werd gevormd ingevolge het decreet van 18  februari 2014 met uitwerking op 22 maart 2015.

## Gemeenten
Het kanton Chalon-sur-Saône-2 omvat enkel een deel van de gemeente Chalon-sur-Saône.